# Sinistra comunista
La sinistra comunista è una corrente del comunismo che in particolare critica la tattica esposta - durante le rivoluzioni seguenti la prima guerra mondiale - sia dai socialdemocratici, sia dai Bolscevichi. Gli aderenti alla sinistra comunista sostengono posizioni che ritengono autenticamente marxiste e proletarie rispetto alle visioni del leninismo esposte dall'Internazionale Comunista dopo il suo primo congresso nel marzo 1919 e il suo secondo congresso nel luglio-agosto 1920.
I comunisti di sinistra rappresentano una sfera di movimenti politici distinti da quelli marxisti-leninisti, dagli anarchici comunisti (alcuni dei quali considerano socialisti internazionalisti) come anche da molte tendenze rivoluzionarie socialiste come i deleonisti, visti come socialisti soltanto in alcuni momenti.
Anche se fu assassinata nel 1919, cioè prima dell'emersione del comunismo di sinistra, Rosa Luxemburg ha pesantemente influenzato molti comunisti di sinistra, sia politicamente che teoricamente. Tra i maggiori esponenti della sinistra comunista sono inclusi Amadeo Bordiga (1889–1970), Herman Gorter, Anton Pannekoek, Otto Rühle, Sylvia Pankhurst (1882–1960) e Paul Mattick (1904–1981).
Le organizzazioni della sinistra comunista oggi attive includono il Partito Comunista Internazionalista, la corrente comunista internazionale, e la tendenza comunista internazionalista.

## L'ideologia
La sinistra comunista, che è una particolare corrente del pensiero comunista di tipo marxista, è strettamente correlata al comunismo dei collettivi o comitati (il comunismo consiliarista). La corrente è spesso oggetto di critiche da parte di altre fazioni della sinistra. Come Gilles Dauvè, un teorico comunista di sinistra, sostiene che tutti i regimi borghesi dovrebbero essere contrastati e che i rivoluzionari non dovrebbero difendere la democrazia liberale dal fascismo.
In francese il termine viene usato per definire un movimento comunista sviluppatosi a partire dal pensiero di teorici come Amadeo Bordiga, Onorato Damen, Rosolino Ferragni, Otto Rühle, Anton Pannekoek, Herman Gorter e Paul Mattick, e quindi Jacques Camatte e Gilles Dauvè. Questo punto di vista comprende due tradizioni principali, una tradizione olandese-tedesca e una tradizione italiana (rappresentata da Bordiga), la Sinistra Comunista Italiana.
Il termine ebbe origine negli anni '20 nei movimenti operai tedeschi e olandesi, originariamente riferendosi a un gruppo marxista contrario al bolscevismo e alla socialdemocrazia e con alcune affinità con l'anarchismo. L'estrema sinistra è definita in particolare dalla sua posizione di marxismo anti-autoritario (affine all'Operaismo), che generalmente implica un'opposizione allo stato, al riformismo, al Centrismo marxista e al socialismo di stato, così come alla democrazia parlamentare e al lavoro salariato. In opposizione al riformismo, l'estrema sinistra pone in genere forte enfasi sull'autonomia e l'auto-organizzazione del proletariato.
L'estrema sinistra nacque e crebbe in opposizione alla socialdemocrazia e al riformismo. Contro di loro affermava la spontaneità rivoluzionaria del proletariato. La sinistra comunista tedesco-olandese, e i suoi derivati, sostenevano che l'unica soluzione umana risiedeva nell'attività propria dei proletari, senza che fosse necessario educarli o organizzarli. Ereditando il mantello dell'estrema sinistra dopo la guerra, il gruppo politico Socialisme ou Barbarie apparve in Francia tra il 1949 e il 1965.
Le idee dell'ultra-sinistra storica vennero ampiamente riproposte nella Nuova Sinistra degli anni '60, e in particolare dal maggio 1968 nei movimenti socialisti libertari come Big Flame, Situazionismo, Potere Operaio e Autonomia Operaia.
Il termine viene inoltre usato in modo dispregiativo per attaccare quelle posizioni ritenute massimaliste e non in relazione con il contesto o le risorse disponibili. La tradizionale critica marxista di tale posizione iniziò con il libro di Lenin: L'estremismo, malattia infantile del comunismo che attaccò quanti (come Amadeo Bordiga o Sylvia Pankhurst) nella nascente internazionale comunista rifiutavano di lavorare con i socialisti parlamentari o riformisti. Lenin caratterizzava l'ultra sinistra come una politica di purezza - la dottrinale "ripetizione delle 'verità' del puro comunismo". I leninisti usavano tipicamente questo termine contro i loro rivali a sinistra: Betty Reid del Partito Comunista di Gran Bretagna scrisse in un opuscolo del 1920, Ultra-Leftism in Britain, che il CPGB non portava "alcuna rivendicazione esclusiva di essere l'unica forza a sinistra", ma rigettava i gruppi a sinistra del CPGB come "ultra sinistra", con Reid che delinea l'estrema sinistra come gruppi che erano trotskisti, anarchici o sindacalisti o che "sostengono la linea del Partito Comunista Cinese". I trotzkisti ed altri valutano il terzo periodo dell'Internazionale Comunista - in cui descriveva i partiti socialdemocratici come "social-fascisti" - come una strategia dell'ultra-sinistra. Il termine è stato reso popolare negli Stati Uniti dal Partito Socialista dei Lavoratori al tempo della guerra del Vietnam, usando il termine per descrivere tanto gli oppositori del movimento contro la guerra, incluso. L'ultra-sinistra è spesso associata al settarismo di sinistra, condizione i cui critici giudicano essere quella di un'organizzazione socialista che sembri anteporre i propri interessi, in una visione a breve termine, agli interessi a lungo termine della classe operaia e dei suoi alleati.

## Esordi
Due maggiori tradizioni possono essere tracciate all'interno della sinistra comunista: la tradizione olandese-tedesca e la tradizione italiana. Le posizioni politiche che queste tradizioni hanno in comune mostrano un'opposizione per ciò che è chiamato frontismo, per i nazionalismi, per i movimenti di liberazione (anche se va sottolineato che Bordiga e molti altri bordighisti della sinistra hanno posizioni a favore delle guerre di liberazione nazionale) e per il parlamentarismo. Vi è una comunanza di teorie estratte molto cruciali, e i gruppi della sinistra comunista si identificano in tale corrente a seconda degli elementi di tale comunanza.
Le origini storiche della sinistra comunista possono essere tracciate nel periodo antecedente la prima guerra mondiale, ma diventano particolari solo dopo il 1918. Tutti i comunisti di sinistra sostenevano la rivoluzione d'ottobre in Russia ma restarono critici sul suo sviluppo. Alcuni, comunque, vollero negli anni successivi rigettare l'idea che la rivoluzione aveva una natura proletaria o socialista, sostenendo che si trattava nientemeno che di una rivoluzione borghese che ha creato un sistema capitalistico-statale.
Il comunismo di sinistra divenne un movimento chiaro attorno al 1918. I suoi essenziali obbiettivi erano: uno sforzo nella necessaria creazione di un partito comunista interamente separato da elementi riformisti e centristi visti come traditori del socialismo, ed enfatizzare la necessità per i rivoluzionari di muoversi su un'offensiva. A parte questo, c'erano ancora molte comunanze tra le varie sinistre. Solo gli italiani accettarono la necessità di utilizzare il sistema elettorale per un breve periodo di tempo, a cui tuttavia in seguito si opposero in modo veemente, suscitando la reazione di Lenin, che attaccò la tattica di Bordiga nel libro L'estremismo, malattia infantile del comunismo. Tuttavia, mentre la sinistra tedesco-olandese e russa si oppose al "diritto delle nazioni all'autodeterminazione dei popoli", che denunciarono come una forma di nazionalismo borghese, gli italiani non ebbero una posizione chiara e decisa sulla determinazione nazionale.